# Linda Olsson (författare)
Linda Olsson, född 1948 i Stockholm, är jurist och författare. 
Olsson är uppvuxen i södra Stockholm, i Årsta. Hon gick på gymnasiet på Södra Latin, tog en jur.kand. vid Stockholms universitet och har även studerat vid Victoria University, Nya Zeeland.
Hon är bosatt i Auckland i Nya Zeeland sedan 1990 och har rönt framgångar med sin debutroman Let me sing you gentle songs. Boken finns översatt till svenska med titeln Nu vill jag sjunga dig milda sånger och kom ut 2006. Romanen är utgiven i USA 2007 under titeln Astrid and Veronika.
Sommaren 2006 var hon en av sommarvärdarna i Sveriges Radio P1.
Linda Olsson är gift och har tre barn.

## Priser och utmärkelser
- 2006 – BMF-plaketten för Nu vill jag sjunga dig milda sånger